# Alvise Vivarini

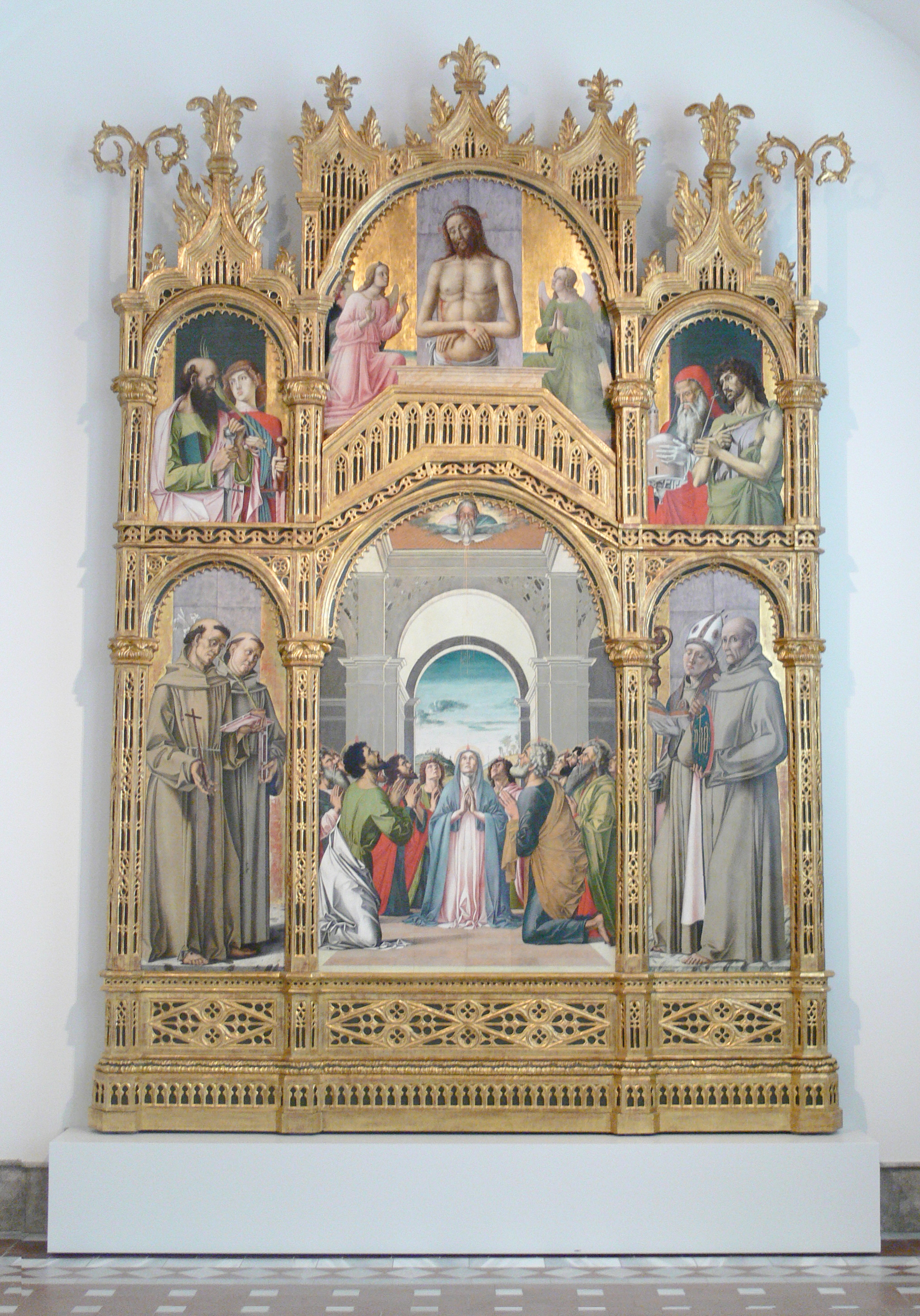
Retábulo de Pentecostes.

Alvise ou Luigi Vivarini (1446 — 1502) foi um pintor italiano, o principal pintor de Veneza antes de Giovanni Bellini. Foi parte da chamada Escola de Veneza. Como Bellini, era parte de uma dinastia de pintores. Seu pai foi Antonio Vivarini e seu tio, Bartolomeo Vivarini. Outro tio foi Giovanni d'Alemagna. Alvise deve ter estudado com Jacopo de' Barbari. Influenciou-se muito por Antonello da Messina e Lazzaro Bastiani.
Presume-se que Luigi tenha sido o último artista de sua família. Seus trabalhos mostram a influência de seus predecessores e algumas são produções belíssimas. A arquitetura e perspectiva de seu trabalho é avançado para a época. 
Muitas igreja de Veneza contêm obras de Vivarini. Outras estão em Treviso, Milão, na Galeria Nacional de Londres e no Museu Bode, em Berlim. 
Alguns de seus alunos foram Marco Basaiti e Vincenzo Catena. 

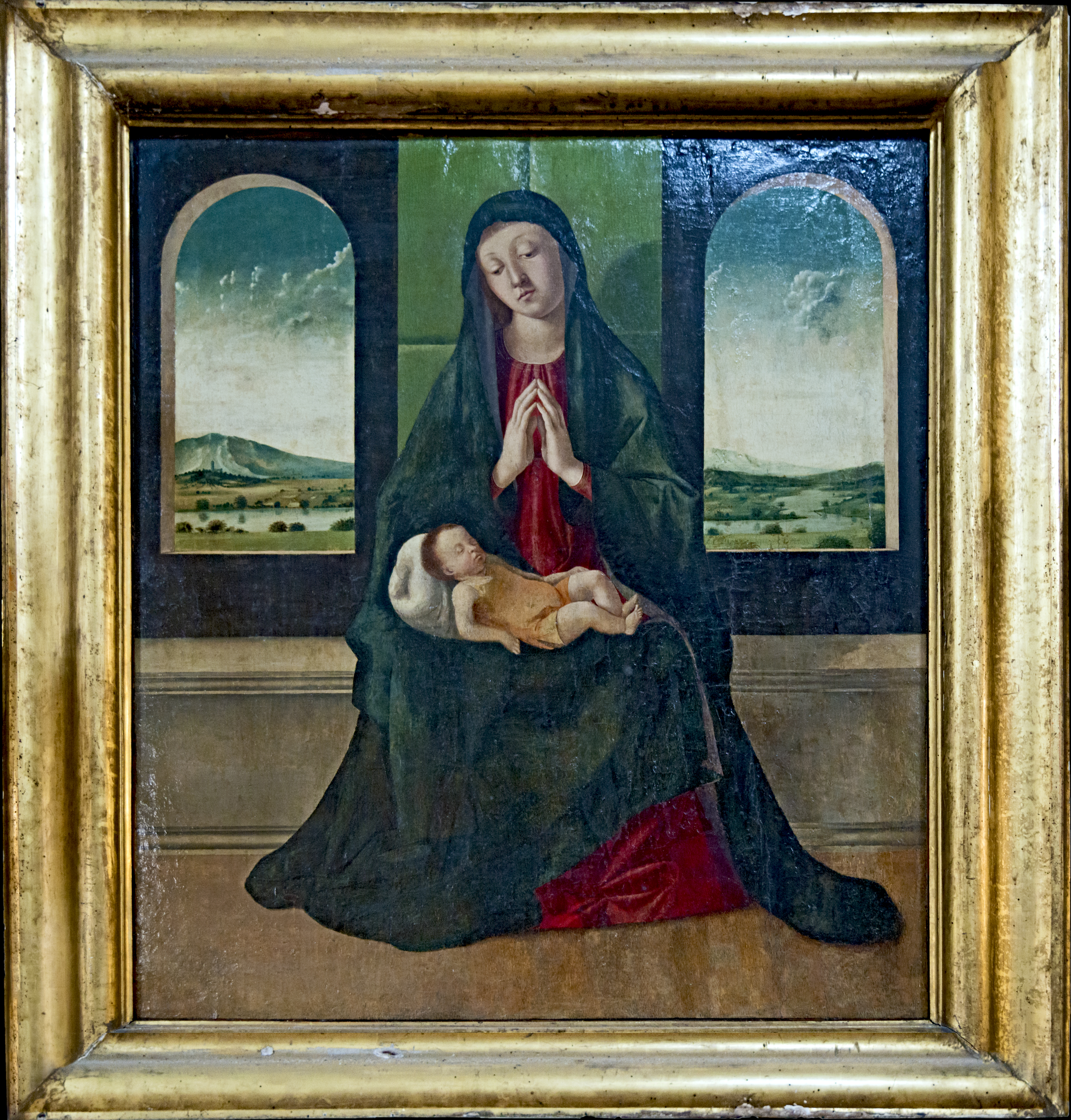
Madonna col Bambino, (1485-90)
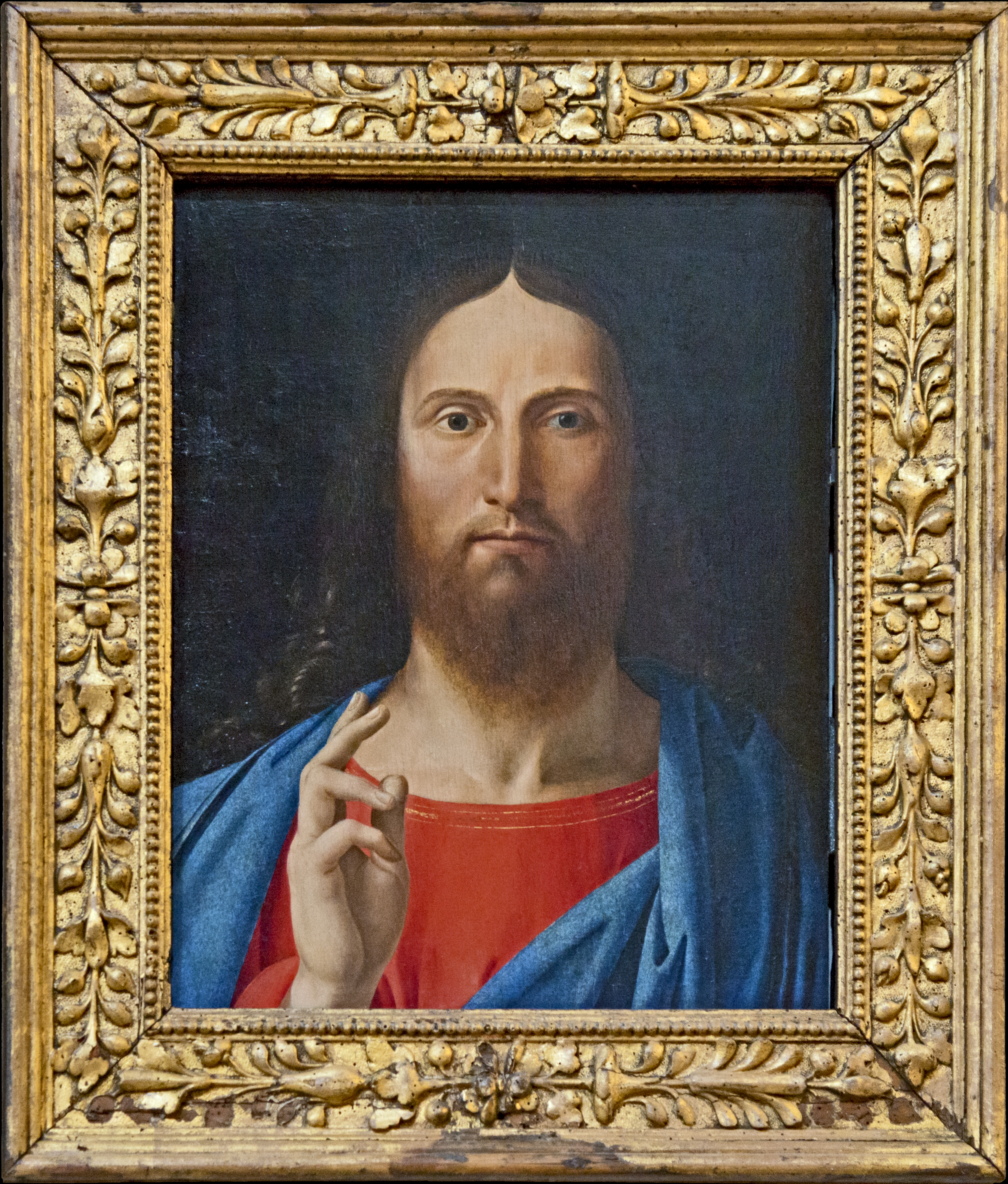
Cristo benedicente (1494)
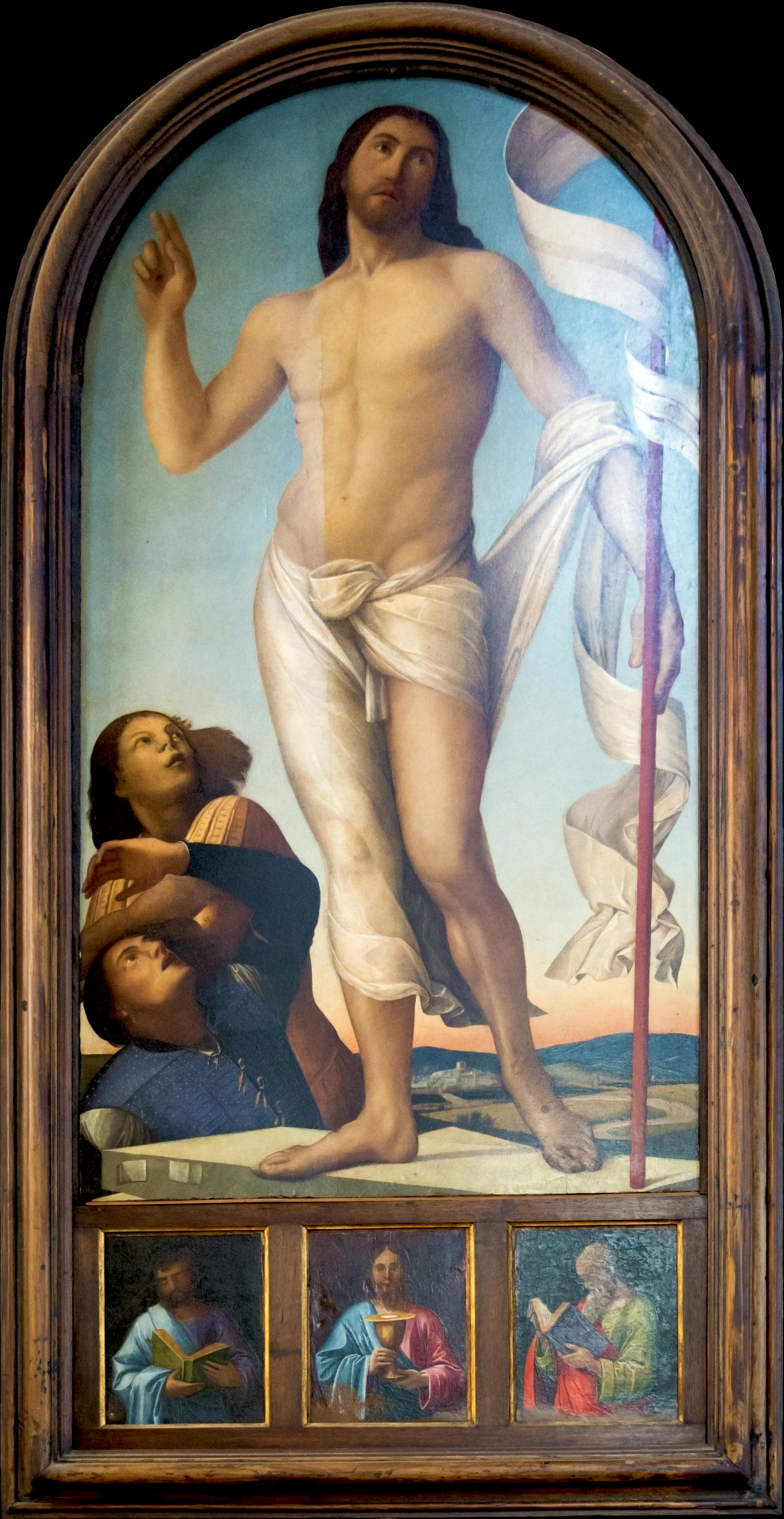
Cristo risorto, 1497-98